# Hegyháthodász
Hegyháthodász is een plaats (község) en gemeente in het Hongaarse comitaat Vas. Hegyháthodász telt 195 inwoners (2003).